# Loeper (Familie)

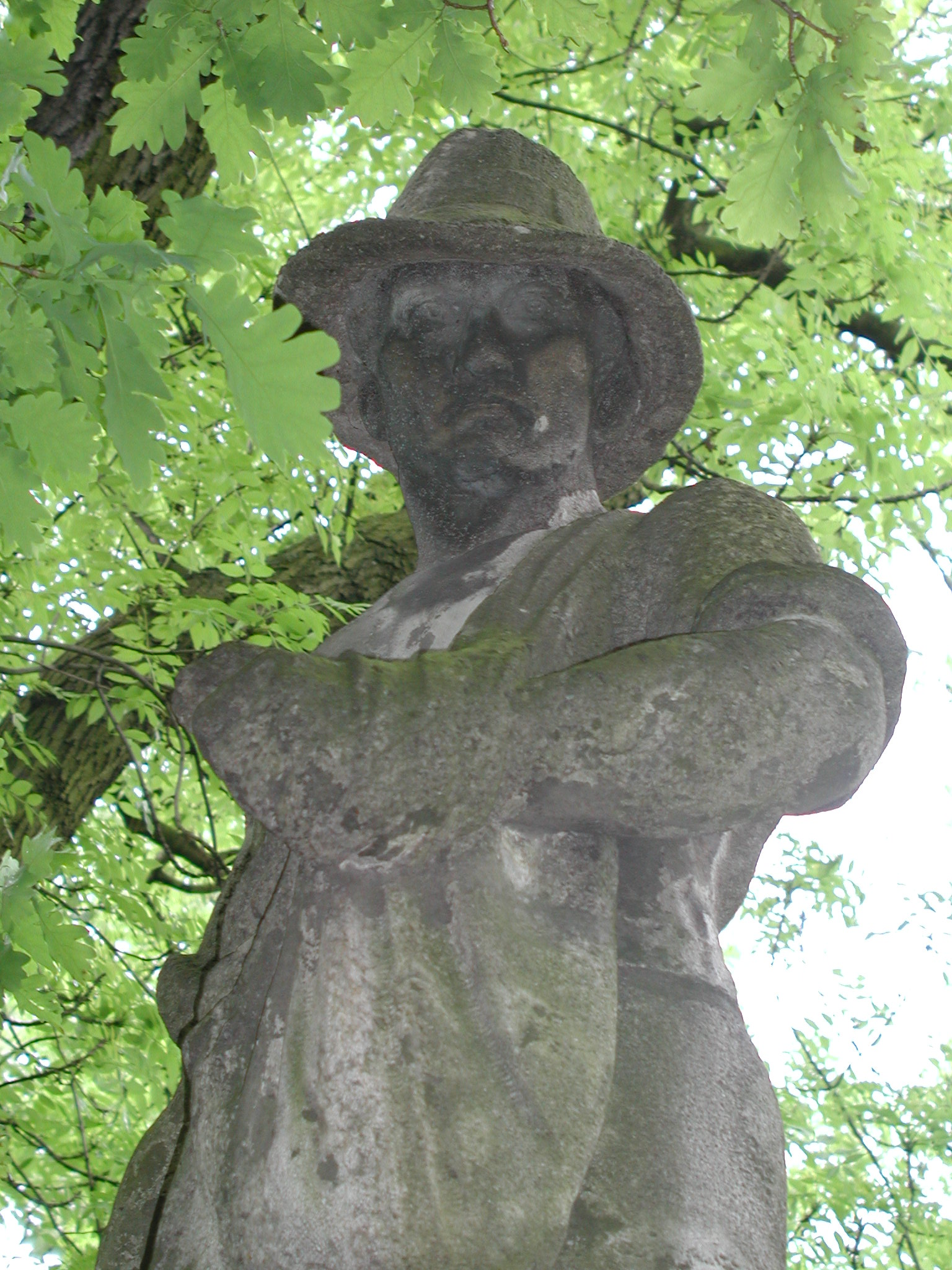
Denkmal für Julius Loeper auf dem gleichnamigen Platz

Loeper (auch Löper geschrieben) war eine einflussreiche Bauern- und Gutsbesitzerfamilie des 19./20. Jahrhunderts im früheren Dorf Lichtenberg.
Die Mittelinsel der Möllendorffstraße, der frühere Dorfanger auf dem die Dorfkirche Lichtenberg steht, trägt seit 1914 den Namen Loeperplatz.  Der Platz und die dargestellten Denkmäler stehen in der Landesdenkmalliste Berlin.

## Familie Loeper

### Einige Vertreter der Familie
- Martin Friedrich Löper (1791–1874) war von 1844 bis 1861 Dorfschulze in Lichtenberg,
- Carl Loeper starb 1902,
- Julius Loeper, Großbauer in Lichtenberg, starb 1910,
- Dorothee Luise Wilhelmine Loeper (1822–1842) ist auf dem früheren Dorffriedhof oberhalb der Frankfurter Allee begraben, wovon heute noch das Grabkreuz (im heutigen Rathauspark) kündet.

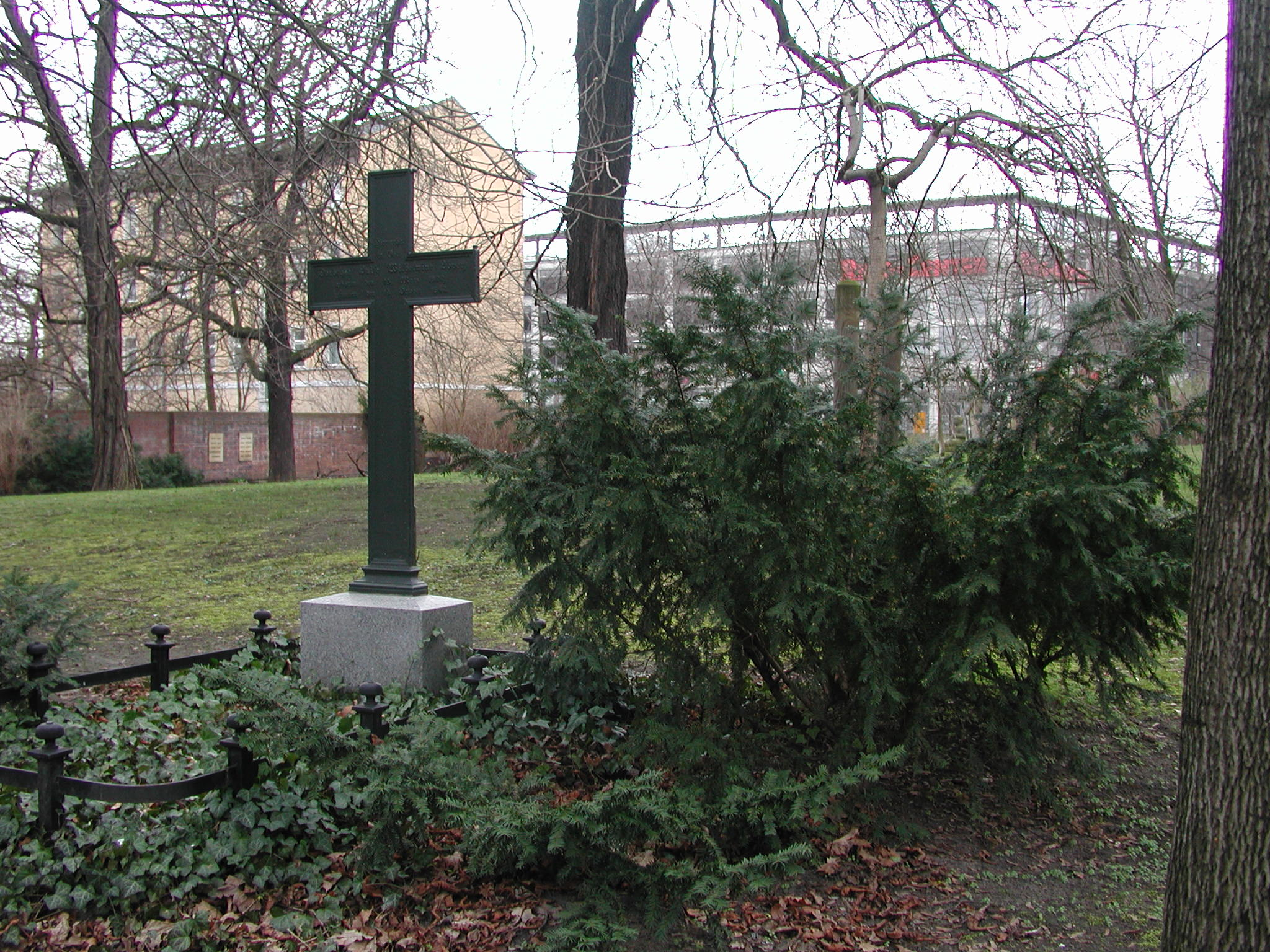
Grabkreuz der
Wilhelmine Loeper
Nähe Möllendorffstraße 3

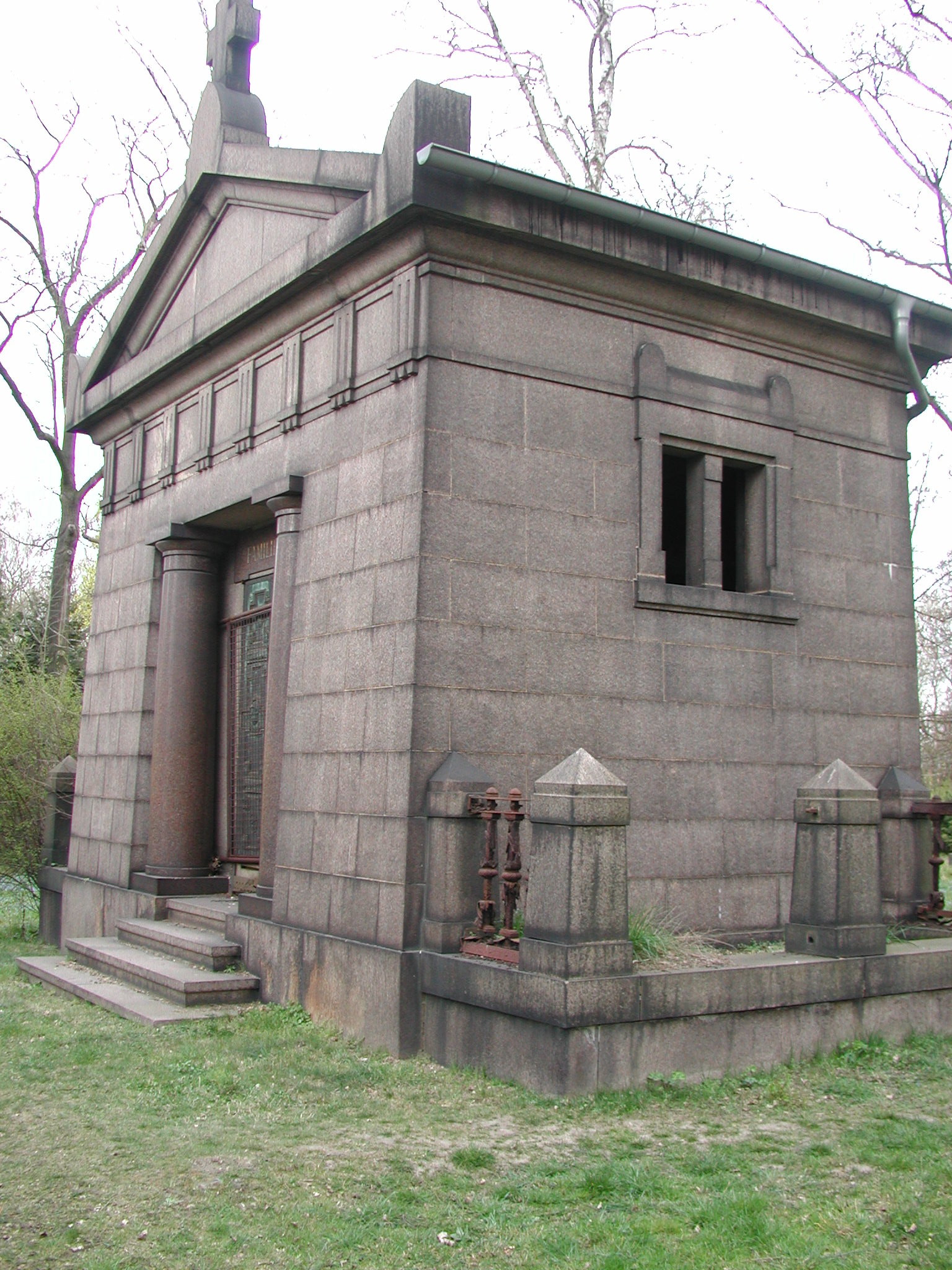
Mausoleum der Familie Loeper

### Denkmal Loeper
Das Denkmal eines Sämanns auf dem nördlichen Teil des Platzes im Schatten der Kirche stellt den ehemaligen Großbauern Julius Loeper bei der Saat dar. Diese Sandsteinplastik wurde im Zuge der Umbauarbeiten des Platzes zu einem Schmuckplatz um das Jahr 1915 aufgestellt, der Künstler ist nicht bekannt.

### Mausoleum Loeper
Das im griechisch-dorischen Stil gestaltete Mausoleum der Familie Loeper steht auf dem 1970 aufgelassenen Friedhof Gotlindestraße. Es ist seit 1996 nicht mehr belegt. Die Särge wurden an einer unbekannten Stelle des Friedhofs bestattet, weil sie zuvor von Unbekannten aufgebrochen worden waren.  Das Mausoleum steht leer und ist dem Verfall preisgegeben, obwohl es unter Denkmalschutz steht.